# 涅斯捷利伊夫卡
48°51′38″N 36°14′39″E / 48.86056°N 36.24417°E
內斯泰利伊夫卡（烏克蘭語：Нестеліївка）是位於烏克蘭東部的村莊，由哈爾科夫州洛佐瓦區的洛佐瓦市鎮負責管轄。該村始建於1897年，面積0.47平方公里，海拔高度172米，2001年人口170，人口密度每平方公里360.2人。